# Siméon Garangeau
Siméon Garangeau, celým jménem Jean-Siméon Garangeau (narozen v roce 1647, zemřel 25. srpna 1741 v Saint-Malo), byl stavitel vojenských objektů. Byl žákem slavného francouzského vojenského stavitele Vaubana.

## Životopis
Poté, co nastoupil vojenskou službu jako dobrovolník v roce 1673 v Maastrichtu, stal se kapitánem 7. regimentu infanterie v Champagne. Utrpěl zranění, a proto ho jeho znalosti geometrického kreslení, které získal díky svému otci truhlářskému mistrovi, předurčily k tomu, aby se orientoval uměleckým směrem.
Po cestách do Itálie a Anglie se stal v roce 1677 architektem v Paříži a v roce 1678 inspektorem budov ve Versailles a Fontainebleau a královským stavitelem. Z této pozice pak dohlížel nad pracemi na zbrojnici v Marseille v roce 1679 a v roce 1682 byl povolán do Brestu, kde je autorem kostela svatého Ludvíka (Église Saint-Louis de Brest). Po deseti letech v Brestu jej Sébastien Le Prestre de Vauban v roce 1691 jmenoval „hlavním stavitelem a ředitelem pro opevnění v Saint-Malo , kde zůstal až do své smrti v roce 1741, měl rovněž na starost opevnění v Horní Normandii. Dohlížel nad rozšiřováním Saint-Malo a Saint-Servais.

## Dílo

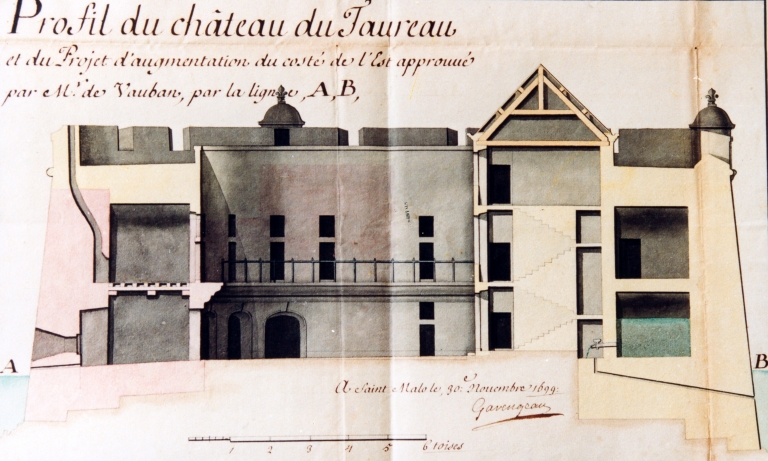
Profil hradu Taureau od Garangeaua

- Pevnost na ostrově Harbour (île Harbour), pevnost Latte(Fort-la-Latte), pevnost Petit Bé, pevnost Conchée, pevnost Sedmi ostrovů,
- práce na hradu Taureau a věži Solidor,
- úprava koryta řeky Couesnon přes vřesoviště u Dol,
- řada baterií a osvětlení,
- nemocnice v Morlaix a Cézembre,
- kostely svatého Ludvíka v Brestu, v Saint-Servanu, v Cancale, kaple Saint-Sauveur v Saint-Malo,
- rozvržení opevnění v Brestu a Dinanu,
- rozšíření a drobné stavby v Saint-Malo,
- projekty v Saint-Servanu,
- žulový maják na mysu Fréhel, známý také jako Vaubanova věž.

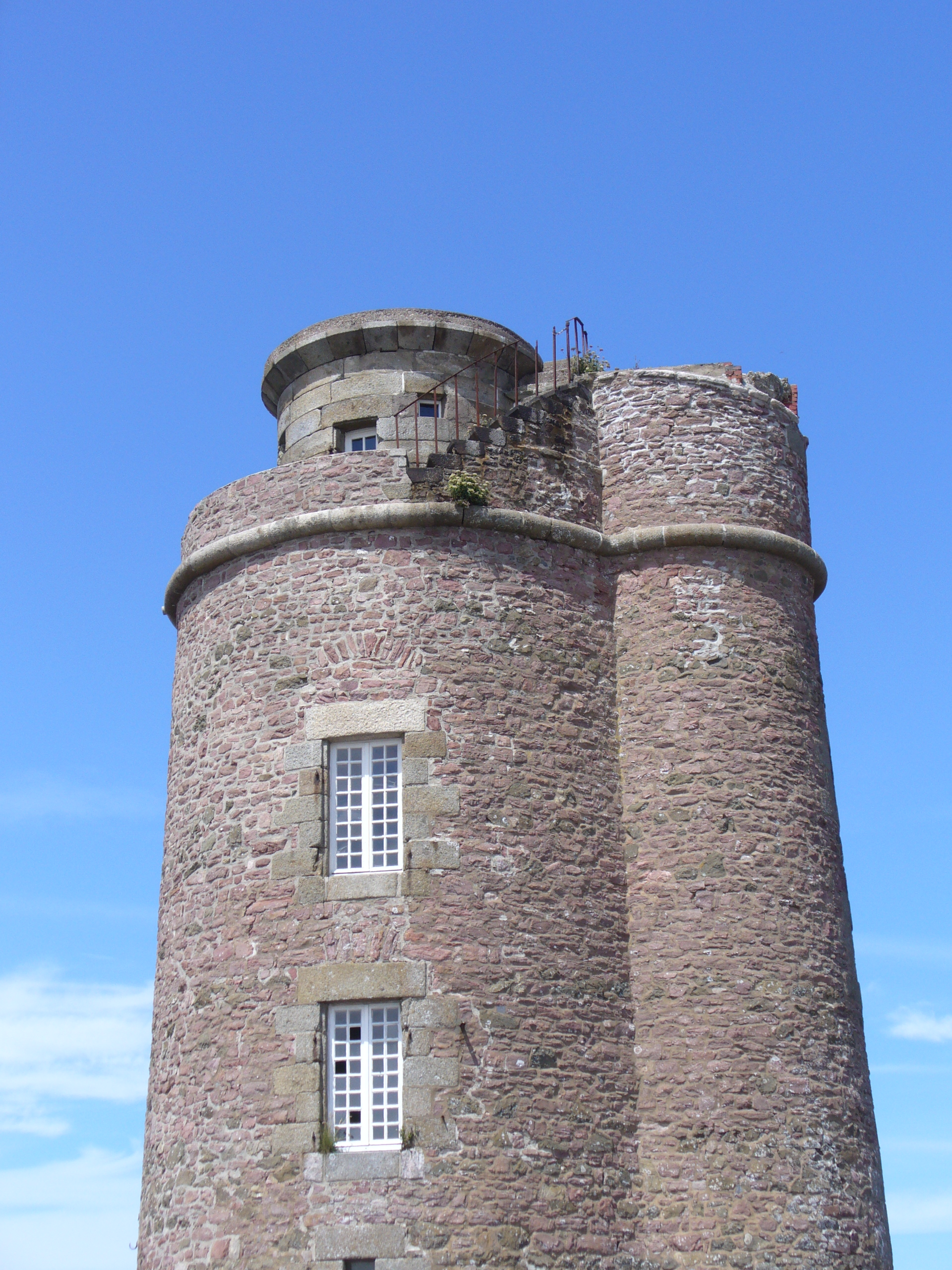
Starý (první) maják na mysu Fréhel - Vaubanova věž